# 南魯片
南魯片是中原官話分支。屬於淮北河南話，東有漯項片，向西過渡至西南官話川黔片漢中話，向南往信阳过渡至信蚌片、往襄阳过渡至西南官話鄂北小片，北接鄭開片、洛嵩片。
南魯片分布於河南省南陽市（桐柏縣除外）、平頂山市全境、許昌市（鄢陵縣除外），漯河轄下臨潁縣、舞陽縣，洛陽轄下汝陽縣，駐馬店轄下西平縣、泌陽縣，以及陝西省商南縣，共29個縣市。以南陽話為代表。注意南魯係指「南」陽與「魯」山，與「山東省」無關。
中古漢語中的知照精組字，在南魯片均讀平舌音。1987年的《中國語言地圖集》將此類語音分類為「蔡魯片」中原官話。